# Idrissa Adam
Idrissa Adam, né le 28 décembre 1984 à Garoua, est un athlète camerounais, spécialiste du 100 mètres et du 200 mètres.

## Biographie
Idrissa Adam remporte sa première médaille continentale en 2004, du bronze au relais 4 × 100 mètres des championnats d'Afrique. Il récidive 4 ans plus tard à Addis-Abeba.
Individuellement, il se révèle en 2011. Le 12 juin à Mondoví il réalise 20 s 84 sur 200 m et 10 s 31 sur 100 m (un record personnel qu'il égale ensuite à Metz). Lors des Jeux africains de Maputo, il bat le record du Cameroun (10 s 19 par Joseph Batangdon) pour le porter à 10 s 14 en demi-finale. Après un départ raté en finale, il termine 6e de l'épreuve. Au 200 m il remporte le titre en 20 s 66, dans un temps proche de son record personnel, 20 s 56 à Bamako le 26 avril (mais avec vent inconnu).
Il représente le Cameroun aux Jeux olympiques de 2012 et aux championnats du monde de 2013, les deux fois en abandonnant lors des séries.

## Palmarès
| Date | Compétition             | Lieu        | Résultat | Épreuve   | Temps         |
| ---- | ----------------------- | ----------- | -------- | --------- | ------------- |
| 2004 | Championnats d'Afrique  | Brazzaville | 3e       | 4 × 100 m | 39 s 87       |
| 2008 | Championnats d'Afrique  | Addis-Abeba | 3e       | 4 × 100 m | 40 s 60       |
| 2009 | Jeux de la Francophonie | Beyrouth    | 4e       | 100 m     | 10 s 32       |
| 2009 | Jeux de la Francophonie | Beyrouth    | 5e       | 4 × 100 m | 40 s 07       |
| 2009 | Jeux de la Francophonie | Beyrouth    | 6e       | 4 × 400 m | 3 min 14 s 49 |
| 2011 | Jeux africains          | Maputo      | 6e       | 100 m     | 10 s 33       |
| 2011 | Jeux africains          | Maputo      | 1er      | 200 m     | 20 s 66       |
| 2012 | Championnats d'Afrique  | Porto-Novo  | 6e       | 200 m     | 21 s 09       |
| 2012 | Championnats d'Afrique  | Porto-Novo  | 5e       | 4 × 100 m | 40 s 16       |
| 2013 | Jeux de la Francophonie | Nice        | 5e       | 100 m     | 10 s 69       |
| 2013 | Jeux de la Francophonie | Nice        | 2e       | 200 m     | 21 s 21       |
| 2014 | Championnats d'Afrique  | Marrakech   | 7e       | 200 m     | 20 s 84       |
| 2014 | Championnats d'Afrique  | Marrakech   | 6e       | 4 × 100 m | 40 s 42       |

### Records
| Épreuve              | Performance | Lieu     | Date              |
| -------------------- | ----------- | -------- | ----------------- |
| 60 mètres (en salle) | 6 s 96      | Istanbul | 9 mars 2012       |
| 100 mètres           | 10 s 14     | Maputo   | 12 septembre 2011 |
| 200 mètres           | 20 s 66     | Maputo   | 15 septembre 2011 |